# Bitwa pod Wimpfen

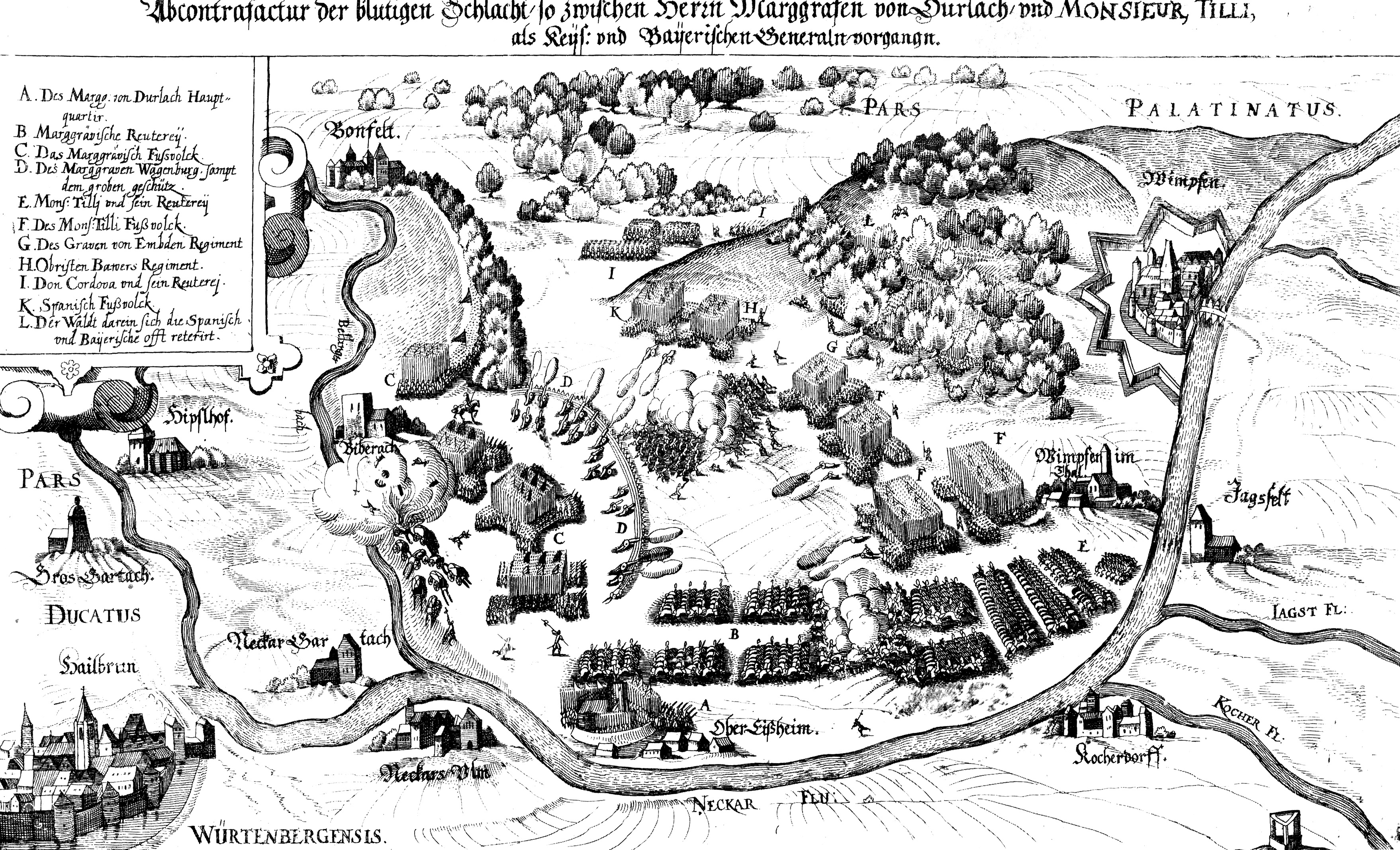
Bitwa na XVII-wiecznej rycinie

Bitwa pod Wimpfen – starcie zbrojne, które miało miejsce 6 maja 1622 podczas wojny trzydziestoletniej.
Wojska hiszpańskie i Ligi Katolickiej dowodzone przez hrabiego Tilly i Gonzalo de Cordobę pobiły wojska protestanckie dowodzone przez margrabiego badeńskiego Jerzego Fryderyka.
Po upadku czeskiej Pragi w następstwie bitwy na Białej Górze, margrabia Jerzy Fryderyk zdecydował się kontynuować walkę i stawić opór katolickim wodzom Tilly'emu i Cordobie pod Wimpfen.
Na początku maja sojusznicze wojska księcia Brunszwickiego doszły na północ od rzeki Neckar i zamierzały połączyć się z głównymi siłami protestantów. Było to pomyślną zapowiedzią dla Mansfelda i margrabiego badeńskiego, którzy spodziewali się też połączyć swe armie przed główną bitwą. Jednak dla zyskania na czasie i w próbie podzielenia zebranych wojsk katolickich, Mansfeld przeprawił się przez Neckar koło Heidelbergu, podczas gdy Jerzy Fryderyk pomaszerował na wschód w górę rzeki, by przeprawić się pod Wimpfen. Plan ten zawiódł, gdyż Tilly i de Cordoba nie rozdzielili się, natomiast wyruszyli w pościg za liczącą 14 000 żołnierzy armią margrabiego i dopadli go pod Wimpfen.
Swe znacznie słabsze liczebnie wojska margrabia ukrył za wagenburgiem na niskim wzgórzu poza wioską. Około godziny 11.00 wojska katolickie zaatakowały pozycje protestantów, lecz zostały zmuszone do powrotu na pozycje wyjściowe. Około 12:30 nastąpiła przerwa w walkach, spowodowana najprawdopodobniej upałem. W tym czasie żołnierzom wojsk katolickich wydano żywność i napoje. Po 14:00 Tilly i Cordoba przygotowywali swoje oddziały do kolejnego natarcia na pozycje protestantów, ale w tym momencie spadł na nie atak jazdy Jerzego Fryderyka. W jego wyniku kawaleria hiszpańska i Ligi Katolickiej częściowo rozpierzchła się, lecz dzięki temu, że piechota katolicka pozostała na pozycjach, a badeńska nie wsparła własnego natarcia, katolicy zdołali uporządkować swoje pozycje i przejść do kontrataku. Najpierw, między 16:00 a 17:30 pokonali kawalerię protestancką, a następnie zaatakowali wagenburg. Tam piechota badeńska stawiała silny opór, lecz sytuacja raptownie się zmieniła, gdy około 19:00 jeden z pocisków wystrzelonych przez artylerię katolicką doprowadził do wybuchu wozu z prochem u protestantów. Przez utworzoną wyrwę w taborze wdarły się oddziały Ligi i rozbiły resztę armii badeńskiej. Margrabia Jerzy Fryderyk uciekł do Stuttgartu z kilkoma zaledwie ludźmi.
Tymczasem Mansfeld spiesznie próbował dotrzeć do księcia Brunszwickiego, który zajął pozycje nad Menem. Cordoba i Tilly rozpoczęli pościg, by uniemożliwić połączenie wojsk protestanckich.